# Campioni italiani assoluti di atletica leggera - 200 metri piani maschili
Questa pagina raccoglie un elenco di tutti i campioni italiani dell'atletica leggera nella specialità dei 200 metri piani, dall'edizione dei campionati del 1913 (quando fu inserita nel programma della competizione) fino ad oggi.

## Albo d'oro
| Anno | Atleta (società)                                          | Prestazione             |                        |
| ---- | --------------------------------------------------------- | ----------------------- | ---------------------- |
| 1906 | Gara non in programma                                     | Gara non in programma   |                        |
| 1907 | Gara non in programma                                     | Gara non in programma   |                        |
| 1908 | Gara non in programma                                     | Gara non in programma   |                        |
| 1909 | Gara non in programma                                     | Gara non in programma   |                        |
| 1910 | Gara non in programma                                     | Gara non in programma   |                        |
| 1911 | Gara non in programma                                     | Gara non in programma   |                        |
| 1912 | Gara non in programma                                     | Gara non in programma   |                        |
| 1913 | Giuseppe De Nicolai Associazione Calcio Mantova           | 24"0(m)                 |                        |
| 1914 | Franco Giongo Virtus Atletica Bologna                     | 23"2/5(m)               |                        |
| 1915 | Edizioni non disputate                                    | Edizioni non disputate  | Edizioni non disputate |
| 1916 | Edizioni non disputate                                    | Edizioni non disputate  | Edizioni non disputate |
| 1917 | Edizioni non disputate                                    | Edizioni non disputate  | Edizioni non disputate |
| 1918 | Edizioni non disputate                                    | Edizioni non disputate  | Edizioni non disputate |
| 1919 | Gian Ercole Salvi Virtus Atletica Bologna                 | 24"2/5(m)               |                        |
| 1920 | Vittorio Zucca Fascio Grion Pola                          | 23"7(m)                 |                        |
| 1921 | Carlo Mereu Società Ginnastica Amsicora                   | 24"2/5(m)               |                        |
| 1922 | Paolo Bogani Virtus Atletica Bologna                      | 22"4/5(m)               |                        |
| 1923 | Franco Giongo Libero Bologna                              | 22"3/5(m)               |                        |
| 1924 | Ruggero Maregatti Marelli Sesto San Giovanni              | 22"3/5(m)               |                        |
| 1925 | Enrico Torre ?                                            | 23"1/5(m)               |                        |
| 1926 | Pietro Pastorino Gruppo Sportivo Nafta Genova             | 22"3/5(m)               |                        |
| 1927 | Franco Reyser Gruppo Sportivo OM Milano                   | 23"0(m)                 |                        |
| 1928 | Edgardo Toetti Sport Club Italia Milano                   | 22"2/5(m)               |                        |
| 1929 | Ruggero Maregatti AS Ambrosiana                           | 22"1/5(m)               |                        |
| 1930 | Ruggero Maregatti AS Ambrosiana                           | 21"3/5(m in rettilineo) |                        |
| 1931 | Ruggero Maregatti AS Ambrosiana                           | 15 p.                   |                        |
| 1932 | Edgardo Toetti Sport Club Italia Milano                   | 22"1(m)                 |                        |
| 1933 | Angelo Ferrario Pro Patria Milano                         | 22"2/5(m)               |                        |
| 1934 | Edgardo Toetti Pro Patria Milano                          | 22"2(m)                 |                        |
| 1935 | Tullio Gonnelli Virtus Atletica Bologna                   | 22"3(m)                 |                        |
| 1936 | Giancarlo Orio Fondazione Bentegodi Verona                | 22"7(m)                 |                        |
| 1937 | Angelo Ferrario Pro Patria Milano                         | 22"4(m)                 |                        |
| 1938 | Tullio Gonnelli Virtus Atletica Bologna                   | 22"4(m)                 |                        |
| 1939 | Tullio Gonnelli Gruppo Sportivo Baracca Milano            | 21"7(m)                 |                        |
| 1940 | Tullio Gonnelli Gruppo Sportivo Baracca Milano            | 21"7(m)                 |                        |
| 1941 | Carlo Monti Oberdan Pro Patria Milano                     | 21"7(m)                 |                        |
| 1942 | Carlo Monti Oberdan Pro Patria Milano                     | 21"9(m)                 |                        |
| 1943 | Orazio Mariani Gruppo Sportivo Baracca Milano             | 21"8(m)                 |                        |
| 1944 | Edizione non disputata                                    | Edizione non disputata  | Edizione non disputata |
| 1945 | Aldo Santon Gruppo Atletico Padovano                      | 22"6(m)                 |                        |
| 1946 | Carlo Monti Unione Sportiva Milano                        | 21"4(m)                 |                        |
| 1947 | Aldo Turrini Ambrosiana Cagnola Milano                    | 22"0(m)                 |                        |
| 1948 | Antonio Siddi CSI Brescia                                 | 22"0(m)                 |                        |
| 1949 | Carlo Monti Gruppo Sportivo Pirelli                       | 22"4(m)                 |                        |
| 1950 | Franco Leccese Gruppo Sportivo Gancia Torino              | 21"8(m)                 |                        |
| 1951 | Wolfango Montanari Unione Sportiva Lavoratori Terni       | 22"0(m)                 |                        |
| 1952 | Luigi Grossi Pro Patria Pirelli Milano                    | 21"8(m)                 |                        |
| 1953 | Lucio Sangermano ASSI Giglio Rosso                        | 21"8(m)                 |                        |
| 1954 | Wolfango Montanari Unione Sportiva Lavoratori Terni       | 21"7(m)                 |                        |
| 1955 | Luigi Gnocchi Società Ginnastica Gallaratese              | 21"4(m)                 |                        |
| 1956 | Luigi Gnocchi Società Ginnastica Gallaratese              | 21"4(m)                 |                        |
| 1957 | Livio Berruti Lancia Torino                               | 22"1(m)                 |                        |
| 1958 | Livio Berruti Lancia Torino                               | 21"4(m)                 |                        |
| 1959 | Livio Berruti Gruppo Sportivo Fiamme Oro                  | 21"0(m)                 |                        |
| 1960 | Livio Berruti Gruppo Sportivo Fiamme Oro                  | 20"8(m)                 |                        |
| 1961 | Livio Berruti Gruppo Sportivo Fiamme Oro                  | 20"9(m)                 |                        |
| 1962 | Livio Berruti Carpano Torino                              | 21"1(m)                 |                        |
| 1963 | Armando Sardi Lilion SNIA Varedo                          | 21"2(m)                 |                        |
| 1964 | Sergio Ottolina Centro Sportivo Esercito                  | 20"5(m)                 |                        |
| 1965 | Livio Berruti CUS Torino                                  | 21"3(m)                 |                        |
| 1966 | Sergio Ottolina Pro Patria San Pellegrino Milano          | 21"1(m)                 |                        |
| 1967 | Ippolito Giani Pro Patria San Pellegrino Milano           | 21"3(m)                 |                        |
| 1968 | Livio Berruti CUS Torino                                  | 20"7(m)                 |                        |
| 1969 | Pasqualino Abeti Unipol Reggio Emilia                     | 21"1(m)                 |                        |
| 1970 | Giacomo Puosi Fiat Torino                                 | 21"2(m)                 |                        |
| 1971 | Pietro Mennea Avis Barletta                               | 21"0(m)                 |                        |
| 1972 | Pietro Mennea Avis Barletta                               | 20"4(m)                 |                        |
| 1973 | Pietro Mennea Centro Sportivo Aeronautica Militare        | 20"6(m)                 |                        |
| 1974 | Pietro Mennea ALCO Atletica Rieti                         | 20"53                   |                        |
| 1975 | Pasqualino Abeti ALCO Atletica Rieti                      | 21"0(m)                 |                        |
| 1976 | Pietro Mennea ALCO Atletica Rieti                         | 20"5(m)                 |                        |
| 1977 | Pietro Mennea Fiat Carrelli Elevatori Bari                | 20"30                   |                        |
| 1978 | Pietro Mennea Fiat Iveco Torino                           | 20"35                   |                        |
| 1979 | Pietro Mennea Fiat Iveco Torino                           | 20"48                   |                        |
| 1980 | Pietro Mennea Fiat Iveco Torino                           | 20"38                   |                        |
| 1981 | Giovanni Bongiorni CUS Pisa                               | 20"82                   |                        |
| 1982 | Carlo Simionato Pro Patria Pierrel Milano                 | 20"84                   |                        |
| 1983 | Pietro Mennea Capannelle Club                             | 20"31                   |                        |
| 1984 | Pietro Mennea Athletic Club Bergamo                       | 20"35                   |                        |
| 1985 | Carlo Simionato Pro Patria Freedent Milano                | 20"68                   |                        |
| 1986 | Stefano Tilli Gruppo Sportivo Fiamme Oro                  | 20"72                   |                        |
| 1987 | Pierfrancesco Pavoni Pro Patria Osama Milano              | 20"59                   |                        |
| 1988 | Stefano Tilli CUS Roma                                    | 20"85                   |                        |
| 1989 | Sandro Floris Pro Patria Osama Milano                     | 21"24                   |                        |
| 1990 | Giovanni Puggioni Gruppi Sportivi Fiamme Gialle           | 20"82                   |                        |
| 1991 | Stefano Tilli Pro Patria Milano                           | 20"65                   |                        |
| 1992 | Giorgio Marras Gruppo Sportivo Fiamme Oro                 | 21"05                   |                        |
| 1993 | Giorgio Marras Gruppo Sportivo Fiamme Oro                 | 20"83                   |                        |
| 1994 | Giorgio Marras Gruppo Sportivo Fiamme Oro                 | 20"49                   |                        |
| 1995 | Angelo Cipolloni Gruppi Sportivi Fiamme Gialle            | 20"84                   |                        |
| 1996 | Angelo Cipolloni Gruppi Sportivi Fiamme Gialle            | 20"80                   |                        |
| 1997 | Giovanni Puggioni Gruppi Sportivi Fiamme Gialle           | 20"70                   |                        |
| 1998 | Carlo Occhiena Gruppo Sportivo Fiamme Oro                 | 20"95                   |                        |
| 1999 | Maurizio Checcucci Gruppo Sportivo Fiamme Oro             | 20"84                   |                        |
| 2000 | Alessandro Cavallaro Gruppi Sportivi Fiamme Gialle        | 20"73                   |                        |
| 2001 | Marco Torrieri Centro Sportivo Aeronautica Militare       | 20"64                   |                        |
| 2002 | Emanuele Di Gregorio Centro Sportivo Aeronautica Militare | 20"97                   |                        |
| 2003 | Alessandro Cavallaro Gruppi Sportivi Fiamme Gialle        | 20"60                   |                        |
| 2004 | Alessandro Attene Gruppo Sportivo Fiamme Azzurre          | 20"91                   |                        |
| 2005 | Koura Kaba Fantoni Sport Club Catania                     | 20"58                   |                        |
| 2006 | Stefano Anceschi Gruppi Sportivi Fiamme Gialle            | 20"90                   |                        |
| 2007 | Andrew Howe Centro Sportivo Aeronautica Militare          | 20"53                   |                        |
| 2008 | Matteo Galvan Gruppi Sportivi Fiamme Gialle               | 20"97                   |                        |
| 2009 | Roberto Donati Centro Sportivo Esercito                   | 20"86                   |                        |
| 2010 | Roberto Donati Centro Sportivo Esercito                   | 20"98                   |                        |
| 2011 | Andrew Howe Centro Sportivo Aeronautica Militare          | 20"52                   |                        |
| 2012 | Andrew Howe Centro Sportivo Aeronautica Militare          | 20"76                   |                        |
| 2013 | Diego Marani Gruppi Sportivi Fiamme Gialle                | 20"77                   |                        |
| 2014 | Diego Marani Gruppi Sportivi Fiamme Gialle                | 20"47                   |                        |
| 2015 | Davide Manenti Centro Sportivo Aeronautica Militare       | 21"00                   |                        |
| 2016 | Fausto Desalu Gruppi Sportivi Fiamme Gialle               | 20"31                   |                        |
| 2017 | Fausto Desalu Gruppi Sportivi Fiamme Gialle               | 20"32                   |                        |
| 2018 | Davide Re Gruppi Sportivi Fiamme Gialle                   | 21"04                   |                        |
| 2019 | Antonio Infantino Athletic Club 96 Alperia                | 20"84                   |                        |
| 2020 | Antonio Infantino Athletic Club 96 Alperia                | 20"71                   |                        |
| 2021 | Fausto Desalu Gruppi Sportivi Fiamme Gialle               | 20"38                   |                        |
| 2022 | Diego Pettorossi Atletica Libertas Unicusano Livorno      | 20"54                   |                        |
| 2023 | Filippo Tortu Gruppo Sportivo Fiamme Gialle               | 20"14                   |                        |
| 2024 | Fausto Desalu Gruppi Sportivi Fiamme Gialle               | 20"30                   |                        |
| 2025 | Fausto Desalu Gruppi Sportivi Fiamme Gialle               | 20"66                   |                        |